# (610) Valeska
(610) Valeska est un astéroïde de la ceinture principale découvert par Max Wolf le 26 septembre 1906.
L'origine précise du nom est inconnue, ce pourrait être un nom dérivé de la désignation provisoire "VK", Valeska veut dire vainqueur glorieux en langue slave.